# Lista över dammedaljörer i slalomeuropamästerskapen i kajak
Detta är en lista över samtliga medaljörer i kajak på damsidan i slalomeuropamästerskapen i kanotsport.

## K-1
| Spel                        | Guld                                         | Silver                    | Brons                     |
| Augsburg 1996               | Marcela Sadilová (CZE)                       | Štěpánka Hilgertová (CZE) | Elena Kaliská (SVK)       |
| Roudnice nad Labem 1998     | Elena Kaliská (SVK)                          | Štěpánka Hilgertová (CZE) | Sandra Friedli (SUI)      |
| Mezzana 2000                | Štěpánka Hilgertová (CZE)                    | Brigitte Guibal (FRA)     | Irena Pavelková (CZE)     |
| Bratislava 2002             | Elena Kaliská (SVK)                          | Irena Pavelková (CZE)     | Štěpánka Hilgertová (CZE) |
| Skopje 2004                 | Elena Kaliská (SVK)                          | Jenny Apel (GER)          | Irena Pavelková (CZE)     |
| Tacen 2005                  | Mandy Planert (GER)                          | Štěpánka Hilgertová (CZE) | Irena Pavelková (CZE)     |
| L'Argentière-la-Bessée 2006 | Elena Kaliská (SVK)                          | Jennifer Bongardt (GER)   | Mathilde Pichery (FRA)    |
| Liptovský Mikuláš 2007      | Violetta Oblinger-Peters (AUT)               | Mandy Planert (GER)       | Štěpánka Hilgertová (CZE) |
| Krakow 2008                 | Štěpánka Hilgertová (CZE)                    | Marie Řihošková (CZE)     | Irena Pavelková (CZE)     |
| Nottingham 2009             | Elena Kaliská (SVK)                          | Émilie Fer (FRA)          | Mathilde Pichery (FRA)    |
| Bratislava 2010             | Jana Dukátová (SVK)                          | Corinna Kuhnle (AUT)      | Urša Kragelj (SLO)        |
| La Seu d'Urgell 2011        | Claudia Bär (GER)                            | Jana Dukátová (SVK)       | Elizabeth Neave (GBR)     |
| Augsburg 2012               | Carole Bouzidi (FRA)                         | Melanie Pfeifer (GER)     | Fiona Pennie (GBR)        |
| Krakow 2013                 | Fiona Pennie (GBR)                           | Stefanie Horn (ITA)       | Viktoria Wolffhardt (AUT) |
| Wien 2014                   | Ricarda Funk (GER)                           | Melanie Pfeifer (GER)     | Émilie Fer (FRA)          |
| Markkleeberg 2015           | Maialen Chourraut (ESP)                      | Ricarda Funk (GER)        | Kateřina Kudějová (CZE)   |
| Liptovský Mikuláš 2016      | Melanie Pfeifer (GER)                        | Urša Kragelj (SLO)        | Jana Dukátová (SVK)       |
| Tacen 2017                  | Corinna Kuhnle (AUT)                         | Stefanie Horn (ITA)       | Marie-Zélia Lafont (FRA)  |
| Prag 2018                   | Ricarda Funk (GER)                           | Corinna Kuhnle (AUT)      | Fiona Pennie (GBR)        |
| Pau 2019                    | Amálie Hilgertová (CZE)                      | Mallory Franklin (GBR)    | Jasmin Schornberg (GER)   |
| Prag 2020                   | Kateřina Kudějová (CZE)                      | Camille Prigent (FRA)     | Amálie Hilgertová (CZE)   |
| Ivrea 2021                  | Corinna Kuhnle (AUT)                         | Eva Terčelj (SLO)         | Ricarda Funk (GER)        |
| Liptovský Mikuláš 2022      | Stefanie Horn (ITA) · Eliška Mintálová (SVK) |                           | Mallory Franklin (GBR)    |
| Kraków 2023                 | Ricarda Funk (GER)                           | Klaudia Zwolińska (POL)   | Tereza Fišerová (CZE)     |
| Tacen 2024                  | Klaudia Zwolińska (POL)                      | Zuzana Paňková (SVK)      | Mallory Franklin (GBR)    |
| Vaires-sur-Marne 2025       | Ricarda Funk (GER)                           | Gabriela Satková (CZE)    | Zuzana Paňková (SVK)      |

## K-1 lag
| Spel                            | Guld                                                            | Silver                                                                | Brons                                                                 |
| Augsburg 1996                   | Tjeckien Marcela Sadilová Štěpánka Hilgertová Irena Pavelková   | Tyskland Kordula Striepecke Evi Huss Elisabeth Micheler-Jones         | Italien Maria Cristina Giai Pron Barbara Nadalin Lorenza Lazzarotto   |
| Roudnice nad Labem 1998         | Tjeckien Štěpánka Hilgertová Irena Pavelková Marcela Sadilová   | Storbritannien Rachel Crosbee Laura Blakeman Heather Corrie           | Tyskland Kordula Striepecke Evi Huss Mandy Planert                    |
| Mezzana 2000                    | Slovakien Elena Kaliská Gabriela Stacherová Gabriela Brosková   | Tjeckien Marcela Sadilová Štěpánka Hilgertová Irena Pavelková         | Tyskland Mandy Planert Evi Huss Susanne Hirt                          |
| Bratislava 2002                 | Tjeckien Marie Řihošková Irena Pavelková Štěpánka Hilgertová    | Slovakien Elena Kaliská Gabriela Stacherová Gabriela Zamišková        | Frankrike Anne-Lise Bardet Anne-Line Poncet Mathilde Pichery          |
| Skopje 2004 Inte officiell gren | Tjeckien Irena Pavelková Marcela Sadilová Marie Řihošková       | Slovakien Elena Kaliská Gabriela Stacherová Jana Dukátová             | Storbritannien Laura Blakeman Heather Corrie Kimberley Walsh          |
| Tacen 2005                      | Slovakien Gabriela Zamišková Jana Dukátová Elena Kaliská        | Tyskland Claudia Bär Mandy Planert Heike Frauenrath                   | Österrike Julia Schmid Violetta Oblinger-Peters Corinna Kuhnle        |
| L'Argentière-la-Bessée 2006     | Slovakien Elena Kaliská Jana Dukátová Gabriela Stacherová       | Tjeckien Štěpánka Hilgertová Irena Pavelková Marie Řihošková          | Frankrike Mathilde Pichery Aline Tornare Marie Gaspard                |
| Liptovský Mikuláš 2007          | Tyskland Jennifer Bongardt Mandy Planert Jasmin Schornberg      | Slovakien Elena Kaliská Jana Dukátová Gabriela Stacherová             | Storbritannien Fiona Pennie Laura Blakeman Elizabeth Neave            |
| Krakow 2008                     | Tyskland Claudia Bär Mandy Planert Jasmin Schornberg            | Slovakien Jana Dukátová Elena Kaliská Gabriela Stacherová             | Storbritannien Fiona Pennie Louise Donington Laura Blakeman           |
| Nottingham 2009                 | Storbritannien Elizabeth Neave Louise Donington Laura Blakeman  | Slovakien Elena Kaliská Jana Dukátová Gabriela Stacherová             | Tyskland Jennifer Bongardt Melanie Pfeifer Jasmin Schornberg          |
| Bratislava 2010                 | Tyskland Melanie Pfeifer Jasmin Schornberg Jennifer Bongardt    | Polen Joanna Mędoń Małgorzata Milczarek Natalia Pacierpnik            | Slovakien Jana Dukátová Dana Beňušová Gabriela Stacherová             |
| La Seu d'Urgell 2011            | Tjeckien Kateřina Kudějová Štěpánka Hilgertová Irena Pavelková  | Österrike Corinna Kuhnle Violetta Oblinger-Peters Viktoria Wolffhardt | Slovakien Jana Dukátová Elena Kaliská Dana Mann                       |
| Augsburg 2012                   | Tyskland Cindy Pöschel Melanie Pfeifer Jasmin Schornberg        | Frankrike Émilie Fer Carole Bouzidi Caroline Loir                     | Slovakien Jana Dukátová Elena Kaliská Dana Mann                       |
| Krakow 2013                     | Frankrike Émilie Fer Marie-Zélia Lafont Carole Bouzidi          | Storbritannien Elizabeth Neave Fiona Pennie Bethan Latham             | Tjeckien Štěpánka Hilgertová Kateřina Kudějová Eva Ornstová           |
| Wien 2014                       | Tjeckien Štěpánka Hilgertová Kateřina Kudějová Veronika Vojtová | Spanien Maialen Chourraut Irati Goikoetxea Marta Martínez             | Frankrike Carole Bouzidi Nouria Newman Émilie Fer                     |
| Markkleeberg 2015               | Slovakien Jana Dukátová Kristína Nevařilová Kristína Zárubová   | Polen Natalia Pacierpnik Klaudia Zwolińska Sara Ćwik                  | Frankrike Carole Bouzidi Marie-Zélia Lafont Émilie Fer                |
| Liptovský Mikuláš 2016          | Storbritannien Fiona Pennie Kimberley Woods Elizabeth Neave     | Tyskland Melanie Pfeifer Jasmin Schornberg Lisa Fritsche              | Slovakien Elena Kaliská Jana Dukátová Kristína Nevařilová             |
| Tacen 2017                      | Slovenien Urša Kragelj Eva Terčelj Ajda Novak                   | Spanien Irati Goikoetxea Maialen Chourraut Marta Martínez             | Frankrike Lucie Baudu Marie-Zélia Lafont Camille Prigent              |
| Prag 2018                       | Tyskland Ricarda Funk Jasmin Schornberg Lisa Fritsche           | Österrike Corinna Kuhnle Lisa Leitner Viktoria Wolffhardt             | Tjeckien Kateřina Kudějová Barbora Valíková Veronika Vojtová          |
| Pau 2019                        | Frankrike Marie-Zélia Lafont Lucie Baudu Camille Prigent        | Tyskland Ricarda Funk Jasmin Schornberg Elena Apel                    | Österrike Corinna Kuhnle Viktoria Wolffhardt Nina Weratschnig         |
| Prag 2020                       | Tjeckien Kateřina Kudějová Veronika Vojtová Antonie Galušková   | Frankrike Camille Prigent Lucie Baudu Marjorie Delassus               | Österrike Corinna Kuhnle Nina Weratschnig Antonia Oschmautz           |
| Ivrea 2021                      | Storbritannien Kimberley Woods Fiona Pennie Mallory Franklin    | Österrike Corinna Kuhnle Antonia Oschmautz Viktoria Wolffhardt        | Tjeckien Kateřina Minařík Kudějová Veronika Vojtová Antonie Galušková |
| Liptovský Mikuláš 2022          | Frankrike Camille Prigent Romane Prigent Emma Vuitton           | Storbritannien Kimberley Woods Mallory Franklin Megan Hamer-Evans     | Polen Klaudia Zwolińska Natalia Pacierpnik Dominika Brzeska           |
| Kraków 2023                     | Frankrike Marjorie Delassus Camille Prigent Emma Vuitton        | Tjeckien Tereza Fišerová Antonie Galušková Amálie Hilgertová          | Tyskland Emily Apel Ricarda Funk Elena Lilik                          |
| Tacen 2024                      | Slovenien Eva Terčelj Eva Alina Hočevar Ajda Novak              | Frankrike Camille Prigent Emma Vuitton Coline Charel                  | Tjeckien Antonie Galušková Kateřina Beková Tereza Fišerová            |
| Vaires-sur-Marne 2025           | Tjeckien Gabriela Satková Lucie Nesnídalová Antonie Galušková   | Spanien Maialen Chourraut Laia Sorribes Leire Goñi                    | Storbritannien Kimberley Woods Lois Leaver Nikita Setchell            |

## Kajakcross
Även kallat extrem kanotslalom eller extremslalom.
| Spel                   | Guld                            | Silver                 | Brons                  |
| Ivrea 2021             | Kateřina Minařík Kudějová (CZE) | Corinna Kuhnle (AUT)   | Veronika Vojtová (CZE) |
| Liptovský Mikuláš 2022 | Tereza Fišerová (CZE)           | Mallory Franklin (GBR) | Ajda Novak (SLO)       |
| Kraków 2023            | Viktorija Us (UKR)              | Ricarda Funk (GER)     | Stefanie Horn (ITA)    |
| Tacen 2024             | Alena Marx (SUI)                | Camille Prigent (FRA)  | Nikita Setchell (GBR)  |
| Vaires-sur-Marne 2025  | Camille Prigent (FRA)           | Emma Vuitton (FRA)     | Olga Samková (CZE)     |

## Individuell kajakcross
| Spel                  | Guld                  | Silver                  | Brons                 |
| Tacen 2024            | Alena Marx (SUI)      | Klaudia Zwolińska (POL) | Camille Prigent (FRA) |
| Vaires-sur-Marne 2025 | Camille Prigent (FRA) | Angèle Hug (FRA)        | Kimberley Woods (GBR) |